# Női AFC-olimpiai selejtezőtorna
A Női AFC-olimpiai selejtezőtorna (angolul: AFC Women's Olympic Qualifying Tournament) egy női labdarúgó-selejtező-torna, amely az olimpiára történő kijutásról dönt. A sorozatban Ázsia női válogatottjai vesznek részt.

## Eddigi eredmények
| Olimpia | Selejtezőtornák  | Kijutott csapatok | Kijutott csapatok | Megjegyzés                                                                                   |
| Olimpia | Selejtezőtornák  | Győztes           | 2. helyezett      | Megjegyzés                                                                                   |
| ------- | ---------------- | ----------------- | ----------------- | -------------------------------------------------------------------------------------------- |
| 1996    | (Világbajnokság) | · Kína            | · Japán           | Kijutottak az 1995-ös női labdarúgó-világbajnokságra.                                        |
| 2000    | (Világbajnokság) | · Kína            | · Kína            | Kijutott az 1999-es női labdarúgó-világbajnokságra.                                          |
| 2004    | Selejtezőtorna   | · Kína            | · Japán           |                                                                                              |
| 2008    | Selejtezőtorna   | · Japán           | · Észak-Korea     | A csapatok csoportgyőztesként jutottak ki az olimpiára, Kína szintén részt vett rendezőként. |
| 2012    | Selejtezőtorna   | · Japán           | · Észak-Korea     |                                                                                              |
| 2016    | Selejtezőtorna   | · Ausztrália      | · Kína            |                                                                                              |
| 2020    | Selejtezőtorna   | · Ausztrália      | · Kína            | A csapatok a rájátszást megnyerve jutottak ki, Japán szintén részt vett rendezőként.         |
| 2024    | Selejtezőtorna   | · Ausztrália      | · Japán           |                                                                                              |